# Новосибирская картографическая фабрика
Новосибирская картографическая фабрика — предприятие, основанное в 1942 году. Расположена в Центральном районе Новосибирска.

## История
Фабрика была основана в 1942 году на базе Московского полиграфического комбината, частично эвакуированного в Новосибирск.
В период Великой Отечественной войны производила топографические карты для фронта, кроме того, издавала хлебные карточки и учебные карты для Новосибирской, Томской и Кемеровской областей.
В конце 1940-х — начале 1950-х годов фабрика была реконструирована, после чего производственные площади увеличились более чем в 2 раза.
В 1960-х годах была произведена вторая реконструкция, благодаря чему производство предприятия увеличилось в 1,5 раза. Вместе с изготовлением атласов и учебных карт фабрика изготавливала большое количество планов города, туристических атласов и тематических карт территории строившейся Байкало-Амурской магистрали.
В 1980-х и первой половине 1990-х годов фабрику оснастили большим числом технического оборудования. В большом количестве Были произведены атласы по сельскому хозяйству Иркутска, Якутской АССР, Казахской ССР, карта «Леса СССР» и т. д.
В 1990-е годы Новосибирская картографическая фабрика создала историко-географический атлас Новосибирска, справочный атлас Красноярского края, общегеографический атлас России, карты и атласы для образовательных заведений Алтайского края, Республики Алтай, Новосибирской, Кемеровской областей и других российских регионов.

## Руководители
- Н. Н. Биндер (1941—1942)
- С. О. Лидерман (1942—1946)
- М. Г. Сеничкин (1946—1950)
- А. Ф. Торопчин (1950—1954)
- С. А. Левит (1954—1974)
- А. Ф. Чепкасов (1974—1985)
- М. Ф. Хомик (1985—?)[1]
- Е. Ю. Аникеев